# Irina Godunova
Irina Fiódorovna Godunova (1557 - monasterio de Novodévichi, 27 de octubre de 1603) fue zarina consorte de Rusia por su matrimonio con el zar Teodoro I de Rusia (r. 1584-1598). Tras la muerte de su marido en 1598, durante nueve días Irina fue autócrata de facto de Rusia, pero «para impedir una gran revuelta» cedió el poder a la Duma boyarda y el poder de facto a su hermano, Borís Godunov (r. 1598-1605). Ingresó como monja en el monasterio de Novodévichi, con el nombre de Alejandra, donde falleció cinco años después.

## Vida
Las fechas precisas de algunos de los acontecimientos en la vida de Irina son inciertas. La mayoría de fuentes concuerdan en que fue elegida por Iván el Terrible para ser esposa del zarevich Teodoro en 1580 o 1581 (aunque para algunas ocurrió en 1574). A los 23 o 24 años (asumiendo que la elección fue en 1580/81), Irina hubiera sido considerada mayor para casarse en el Principado de Moscú, donde lo común era que la novia fuera adolescente, y se desconoce por qué Irina se casó tan relativamente tarde. Su matrimonio fue arreglado por su hermano, Borís Godunov, que lograba asegurarse así un lugar en el círculo íntimo del zar y el título de boyardo a través del matrimonio de su hermana.
Irina era, según se dice, más inteligente, educada y sofisticada que su marido, al que rápidamente consiguió influir, aprendiendo a manejarse en los asuntos de la corte. Se cree que Teodoro tenía un retraso mental y era físicamente débil; no tendrían hijos, y pese a ello el zar Iván IV no interfirió en su matrimonio.
Irina se convirtió en zarina de Rusia tras la coronación de su marido en 1584.

### Zarina
Durante el reinado de su marido (y, de hecho, desde su boda), se esperaba que Irina diera a luz a un heredero varón. El zar Teodoro era física y mentalmente frágil, y si moría sin hijos varones, había dudas sobre si su medio-hermano, Dimitri, sería considerado un heredero legítimo ya que era fruto del séptimo matrimonio de Iván el Terrible, y la Iglesia ortodoxa sólo reconocía hasta cuatro matrimonios como legítimos. Incluso si Dimitri fuera un posible sucesor, Irina se sentía presionada para darle un heredero a Teodoro y en 1585 viajó al monasterio de la Trinidad y San Sergio de Moscú con la esperanza de encontrar un remedio para su supuesta infertilidad, aunque hasta 1592 no quedó embarazada, alumbrando una hija, Feodosia Fiódorovna, que no vivió mucho tiempo, falleciendo en enero de 1594.
La esterilidad de los zares llevó a intrigas en la corte. En 1585, el metropolitano de Moscú Dionisio II propuso que Teodoro se divorciara de Irina, acusándola de infértil y argumentando que el zar debía volver a casarse y tener un hijo varón por el bien del imperio y de la dinastía. Esa sugerencia fue vista como un esfuerzo por parte de los Shuiskies y otros clanes boyardos para debilitar el poder de los Godunov. En respuesta, Borís Godunov depuso al metropolitano y le encerró en el monasterio de San Varlaamo de Jutýn y de la Transfiguración del Salvador a las afueras de Nóvgorod.  En 1587, varias poderosas familias boyardas aconsejaron al zar que se divorciara por la misma razón. Teodoro aprobó el castigo que Irina y Borís impusieron a esos boyardos, obligando a las hijas que ellos habían sugerido para reemplazar a Irina, a tomar los hábitos de monja.
Con la muerte del zarevich Dimitri en circunstancias misteriosas en Úglich, al norte de Moscú, el 15 de mayo de 1591, Irina se vio más presionada aún para dar un heredero ya que la dinastía rurikida, que había gobernado el Rus y el principado de Moscú desde el siglo IX, se extinguiría si Teodoro fallecía sin un hijo, lo que podría desatar una sangrienta sucesión. El matrimonio no tuvo hijos durante más de una década, aunque se desconoce si esto se debió a la mala salud del zar o la supuesta infertilidad de Irina.
La zarina tuvo una gran influencia durante el reinado de su marido y participó en asuntos de estado: inicialmente de forma discreta y sin alardear de su influencia, aunque pronto comenzó a participar en el gobierno abiertamente, a menudo haciendo aparecer su nombre en los decretos del zar. También se volvió conocida en el extranjero, manteniendo correspondencia con la reina Isabel I de Inglaterra y con el patriarca Meletis Pigasos de Alejandría. Teodoro confiaba en Irina y le consultaba algunos cuestiones; no deseaba exaltarse a costa de ella y le confió el manejo de los asuntos de estado, haciendo caso a sus consejos.  El zar nombró una fortaleza en Volgogrado en honor a Irina para fortalecer la autoridad de la zarina.

### Últimos años
Tras la muerte del zar Teodoro I el 7 de enero de 1598, la dinastía Rúrikovich se extinguió en la línea masculina. Unos días antes de su muerte, el 3 de enero, el zar había declarado que Irina se convertiría en monja después de su muerte e hizo prometerle que honraría su deseo. Sin embargo, tras la muerte de su marido, Irina, sin otro candidato al trono, anunció su intención de «tomar el poder temporalmente para evitar el tumulto en el zarato». Ninguna mujer había reinado antes por derecho propio en Rusia. La familia Godunov convenció al patriarca de la Iglesia ortodoxa rusa para que diese su consentimiento a Irina como autócrata, y a los boyardos de la Duma para que le juraran lealtad como "Gran Soberana".  Sin embargo, la situación legal era complicada: como Irina no había sido coronada, no tenía autoridad para ejercer o transferir el poder. Además, a pesar de que la iglesia y la nobleza estaban dispuestas a aceptar su gobierno, en Moscú el pueblo se amotinó ante la sugerencia de su sucesión y la llamaron «desvergonzada».  Durante nueve días tras de la muerte de Teodoro, la situación no estaba clara e Irina era gobernante de facto. Su primer acto como soberana fue declarar una amnistía de prisioneros para ganarse el cariño del pueblo, pero esto fracasó al liberar a delincuentes peligrosos, causando el descontento general.
Nueve días después de la muerte de Teodoro, Irina «para impedir una gran revuelta» cedió el poder a la Duma boyarda y el poder de facto a su hermano, Borís Godunov. Se retiró —algunos historiadores lo consideran una abdicación— al monasterio de Novodévichi al sur de Moscú, donde se convirtió en monja con el nombre de Alejandra. De hecho, fue en ese monasterio donde Zemski Sobor y los patriarcas de Moscú le pidieron a Borís Godunov convertirse en zar. Por deseo de su hermano, el nombre de Irina siempre precedió al de cualquier otro miembro de la familia imperial en las oraciones en la iglesia hasta su muerte.
Irina falleció el 27 de octubre de 1603 (algunas fuentes datan su muerte el 26 de septiembre, y otras en el año 1604) en el monasterio de Novodévichi.

### Legado
Varios bordados creados por Irina se encuentran en la colección del Museo Estatal de Historia en la Plaza Roja de Moscú, junto a otros bordados de Sofía Paleóloga (esposa de Iván III), y de Anastasia, la primera esposa de Iván el Terrible.